# 노트르담 다리

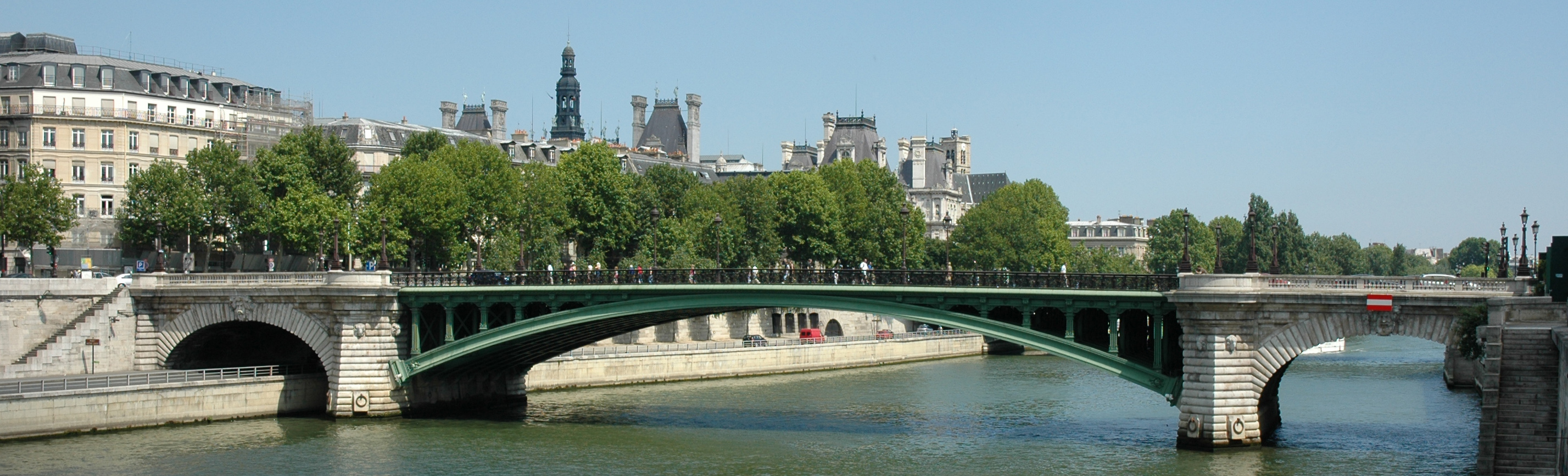

노트르담 다리는 프랑스, 파리의 센강에 있는 다리이다. 노트르담 다리는 파리 내에서도 가장 오래된 다리로 유명하다. 지금 있는 자리에 다리는 지금껏 수없이 파괴되고 다시 세워지곤 했지만 고대부터 전해 왔다고 할 정도로 그 역사가 길다. 한편, 가장 오래되면서도 견고하게 보존되온 다리는 퐁뇌프 다리이다.

## 역사

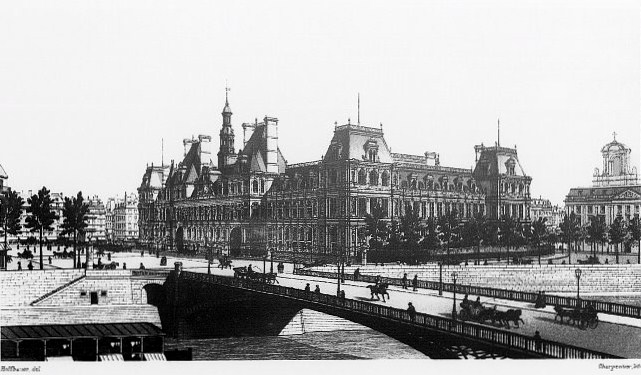
20세기 초의 모습

예부터 노트르담 다리는 큰 다리(Grand-pont)라고 불리면서 센 강을 가로지르는 교통 수단의 역할을 하였다. 이후 886년 노르만족이 파리 지역을 침공했을 당시 구조가 파괴되어 다시 지어졌다. 다시 지어진 다리는 밀브레 다리라고 불리기도 하였다. 1406년 대홍수 동안 다리는 다시 유실된다.
1412년 5월 3일 샤를 6세가 부지에 다리의 골격을 새로 정비하고 최초로 노트르담이라는 이름을 하사한다. 그가 정비토록 지시한 다리의 구조는 견고한 목재를 통해 쌩마르탱 가와 다른 곳을 연결하도록 되어 있었다. 이때 다리 건축에만 7년이 소요되었으며 양옆으로는 각각 30여 가구가 있었다고 한다. 그러나 이 다리는 1499년 10월 25일 아침 9시경 지반 침하와 정비 부실로 붕괴된다.
석재로의 다리 건축이 같은 해 시작되었지만 당분간 주민들은 연락선을 타고 센 강을 건너다녔다. 이 시기에는 아치 형으로 된 석재 다리가 지어졌으며 이탈리아 출신의 건축가이자 철학자였던 프라 지오반니가 건축을 맡았다. 그의 건축은 1507년에 완공되었으며 여전히 당시의 60여 개 벽돌과 석재는 보존되고 있다. 이후 상권의 중심으로 떠오른 다리 인근은 사람들이 모이는 곳으로 성장했다.
1660년 노트르담 다리는 스페인 펠리페 4세의 딸이었던 마리아 테레사가 프랑스의 루이 14세의 왕비로 발탁되어 파리로 들어올 당시 최초의 다리가 되는 영예를 안기도 한다. 1646~1788년 동안 다리 인근의 가옥이 모두 도시 정비의 일환으로 파괴되었다.

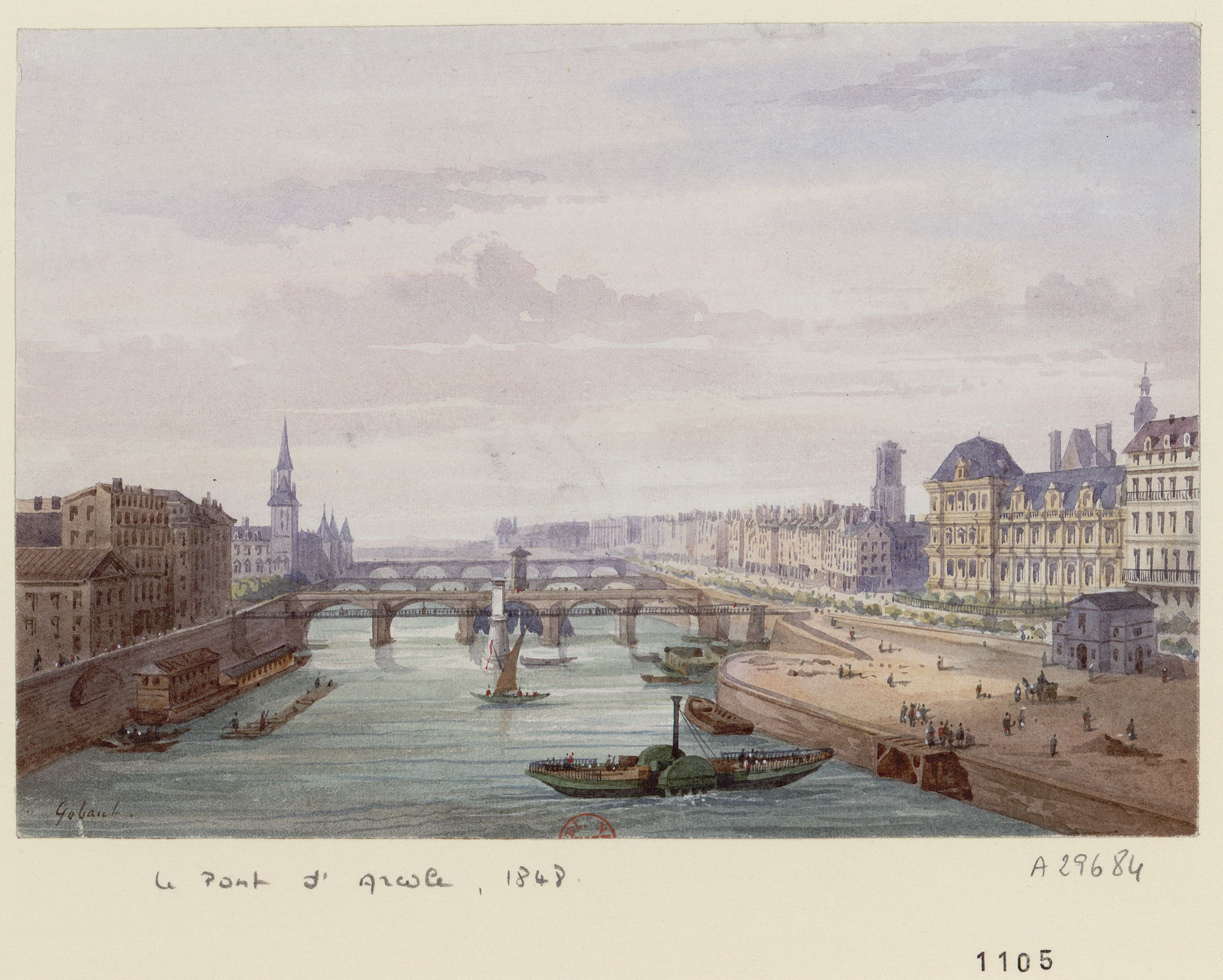
다리의 모습

1853년 새로운 석재 구조로 기존의 돌다리를 덮었다. 하지만 기존의 예술적 아름다움은 상당부분 경감되고 만다. 새로운 다리는 아치형으로 지어진 것이었지만 작은 흠이 있었다. 그것은 건축 보수 이후 연락선이 지나다니다 빈번히 사고가 난 것이었다. 때문에 1891년에서 1910년 사이 너무도 잦은 사고 탓에 사람들은 이곳을 악마의 다리라고 부르기도 했다고 한다. 때문에 센 강변의 유람선이나 다른 배의 운송 편의를 위해 금속으로 다시 만드는 계획이 수립된다. 이 작업은 미라보 다리를 만들었던 장 르살이 맡았다. 1919년 프랑스 공화국 대통령이었던 푸앵카레가 참석한 가운데 다리가 개통되었다.

## 접근
노트르담 다리는 현재 파리의 4번구획과 센 강에 있는 두 자연섬 중 하나인 시뜨 섬과 강의 북쪽인 우안으로 파리 시 내를 연결토록 하는 역할을 하고 있다.

## 외부
- 노트르담 다리를 지나가는 연락선 정보((프랑스어)) 보관됨 2013-01-03 - archive.today